# طرح تأمین آتیه جوانان
طرح تأمین آتیهٔ جوانان طرحی است که مطابق آن دولت ایران مبلغ یک میلیون تومان در حساب صندوقی به نام «صندوق آتیه» برای هر نوزاد تازه متولد شده واریز می‌کند و به‌طور سالانه نیز خانواده نوزاد مبلغ ۲۴۰ هزار تومان و دولت مبلغ ۱۲۰ هزار تومان به این حساب واریز و بعد از ۱۸ سال تسهیلات ۱۲۰ میلیون تومانی به فرد صاحب حساب، تعلق می‌گیرد. در بودجه سال ۱۳۸۹ ایران مبلغ ۵۰۰ میلیارد تومان اعتبار برای طرح و واریز یک میلیون تومان به در حساب هر نوزاد در نظر گرفته شد.
این در حالی است که علی لاریجانی رئیس قوه مقننه طرح تأمین آتیه مهر امام رضا (ع) که یکی از مصوبه‌های هیات وزیران بود را مغایر با قانون اساسی دانست.
این طرح از سال ۱۳۸۹ با همکاری بین وزارت رفاه ایران و «صندوق مهر امام رضا (ع)» به اجراء در آمد.
اما به دلیل کمبود بودجه و خودداری بانک ملی از اجرای آن، متوقف شد.

## هزینه
غلامرضا مصباحی مقدم، عضو کمیسیون اقتصادی مجلس شورای اسلامی هشتم دربارهٔ این طرح گفته‌است که با توجه به تولد سالانه یک میلیون و ۳۵۰ هزار نوزاد در ایران، تأمین یک میلیون تومان برای آن‌ها برابر مبلغ یک هزار و ۳۵۰ میلیارد تومان خواهد شد و با افزودن مبلغ پرداختی سالانه ۱۰۰ هزار تومان به آن، این مبلغ افزون تر خواهد شد.

## تأثیر تورم
بنابر نظر بیت‌الله ستاریان عضو هیات علمی دانشگاه تهران و کارشناس مسکن، میزان وام صندوق آتیه که رقمی معادل ۱۲۰ میلیون تومان است، در ۲۰ الی ۲۵ سال آینده تکافوی خرید ۵ متر مربع واحد مسکونی را خواهد داد. جواد مویدی کارشناس اقتصادی در سال ۱۳۸۹ دربارهٔ این طرح گفت: سال ۱۴۰۷ یعنی ۱۸ سال بعد و با روند تورم شاید با حسابی ۱۲۰ میلیون تومانی هم نشود صاحب شغل و خانواده شد.